# Caspar Hofmann
Pour les articles homonymes, voir Hofmann.
Caspar Hofmann (né le 9 novembre 1572 à Gotha, mort le 3 novembre 1648 à Altdorf) est un médecin allemand.

## Biographie
Fils de forgeron, il étudie la médecine et la philosophie à Leipzig, Strasbourg, Altdorf, Padoue et Bâle auprès de Matthäus Dresser, Philipp Scherbe, Nicolaus Taurellus, Girolamo Fabrizi d'Acquapendente, Andrea Caealpin (Andrea Cesalpino ?), Félix Platter et Gaspard Bauhin. Il devient docteur en médecine à Bâle en 1605.
En 1606, il est nommé professeur de médecine théorique par l'université d'Altdorf, en remplacement de Nicolaus Taurellus, et entre en poste en avril 1607. Son enseignement est semblable à celui de Scherbe. Il croit que la vérité médicale ne peut être déterminée que par l'analyse philosophique d'anciens écrits médicaux. À partir de 1625 environ, il s'intéresse à Claude Galien. En 1629, il rejette les théories de Mondino de' Liuzzi sur l'origine de l'homme à l'aide des enseignements d'Aristote. Il a écrit des polémiques contre les théories modernes de Jean Fernel et Giovanni Argenterio sur les causes des maladies.
Il développe sa propre théorie du flux sanguin. Le découvreur de la double circulation sanguine, William Harvey, tente en vain en 1636 de le convaincre de la justesse de son enseignement.